# Peter Weller

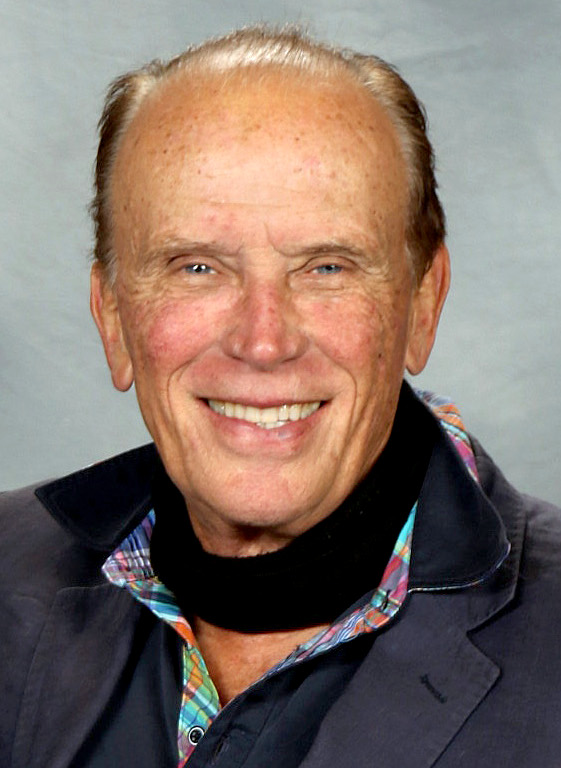
Peter Weller (2016)

Peter Frederick Weller (* 24. Juni 1947 in Stevens Point, Wisconsin) ist ein US-amerikanischer Schauspieler und Regisseur. Bekanntheit erlangte er vor allem durch seine Hauptrollen in den Science-Fiction-Filmen RoboCop und RoboCop 2.

## Leben
Peter Frederick Weller wurde am 24. Juni 1947 in Stevens Point, Wisconsin geboren. Seine Mutter war in erster Linie Hausfrau. Sein Vater war lange Zeit als Hubschrauberpilot für die US-Armee tätig und arbeitete danach als Jurist. Ersteres führte dazu, dass Weller viel um die Welt reiste und auch ein Gymnasium in Heidelberg besuchte.
Weller startete seine eigentliche Schauspielkarriere mit dem Besuch der American Academy of Dramatic Arts. Im Jahr 1987 bekam er die Hauptrolle in dem Actionfilm RoboCop. Diese Rolle spielte er 1990 auch im zweiten Teil der Filmreihe. Weller war zudem als Regisseur tätig und inszenierte in dieser Funktion einzelne Episoden für verschiedene Fernsehserien.
Im Jahr 2004 schloss er sein Studium an der Syracuse University mit einem Master in Kunstgeschichte ab. Zehn Jahre später wurde er von der UCLA mit einem Ph.D. in Kunstgeschichte mit einer Arbeit über die italienische Renaissance promoviert. Er hat an der Syracuse University zur Geschichte des alten Rom und seiner Verarbeitung in Hollywood-Filmen gelehrt.

## Filmografie (Auswahl)

### Als Schauspieler
- 1973: Der Mann ohne Vaterland (The Man Without a Country)
- 1975: The Silence
- 1977: Lou Grant (Fernsehserie, Folge Nazi)
- 1979: Butch & Sundance – Die frühen Jahre (Butch and Sundance: The Early Days)
- 1980: Sag mir, was Du willst (Just Tell Me What You Want)
- 1982: Du oder beide (Shoot the Moon)
- 1982: Faerie Tale Theatre (Fernsehserie)
- 1983: Unheimliche Begegnung (Of Unknown Origin)
- 1983: Aufruhr unter Tage (Kentucky Woman)
- 1984: Buckaroo Banzai – Die 8. Dimension (The Adventures of Buckaroo Banzai Across the 8th Dimension)
- 1984: Moving In – Eine fast intakte Familie (Firstborn)
- 1986: Apology - Tödliches Geständnis (Apology, Fernsehfilm)
- 1986: Allein mit dem Mörder (A Killing Affair)
- 1987: RoboCop
- 1987: El Túnel
- 1988: Blue Jean Cop
- 1989: Leviathan
- 1989: Hexenkessel Miami (Cat Chaser)
- 1990: RoboCop 2
- 1990: Mord am Rainbow Drive (Rainbow Drive)
- 1990: Verführerische Geschichten (Fernsehproduktion, Women and Men: Stories of Seduction)
- 1991: Naked Lunch
- 1991: Liebesspiel um Millionen (Road to Ruin)
- 1993: Double Force
- 1993: Organiac
- 1994: The New Age
- 1994: Eine Frau für meinen Mann (The Substitute Wife)
- 1995: Decoy – Tödlicher Auftrag (Decoy)
- 1995: Geliebte Aphrodite (Mighty Aphrodite)
- 1995: Screamers – Tödliche Schreie (Screamers)
- 1995: Jenseits der Wolken (Al di là delle nuvole)
- 1995: Present Tense, Past Perfect (Kurzfilm)
- 1996: Bedingungslose Liebe (End of Summer)
- 1997: Showdown (Top of the World)
- 1998: Das Geheimnis in der Wüste (Ill Cielo sotto il deserto)
- 1999: Enemy of my Enemy – Der Feind meines Feindes (Enemy of my Enemy)
- 2000: Shadow Hours
- 2000: Bei Berührung Tod (Contaminated Man)
- 2000: Dark Prince: The True Story of Dracula (Fernsehfilm)
- 2000: Falling Through
- 2000: Ivans xtc.
- 2001: Cold Revenge – Ohne Kontrolle (Styx)
- 2002: Odyssey 5 (Fernsehserie)
- 2003: Sin Eater – Die Seele des Bösen (The Order)
- 2005: Man of God
- 2005: Undiscovered
- 2005: Der Poseidon-Anschlag (The Poseidon Adventure, Fernsehproduktion)
- 2005: The Hard Easy
- 2005: Star Trek: Enterprise (Fernsehserie, 2 Episoden)
- 2006: 24 (Fernsehserie, 11 Episoden)
- 2007: Prey
- 2010: Fringe – Grenzfälle des FBI (Fringe, Fernsehserie, Episode 2x18)
- 2010: Dexter (Fernsehserie, 8 Episoden)
- 2010: Psych (Fernsehserie, Episode 5x16)
- 2012–2015: Longmire (Fernsehserie, 4 Episoden)
- 2012: Dragon Eyes
- 2013: Star Trek Into Darkness
- 2013: Hawaii Five-0 (Fernsehserie, Episode 3x15)
- 2013–2014: Sons of Anarchy (Fernsehserie, 11 Episoden)
- 2014: Skin Trade
- 2017: The Last Ship (Fernsehserie, 8 Episoden)
- 2019: MacGyver (Fernsehserie, Episode 3x22; 5x4)
- 2022: Guillermo del Toro’s Cabinet of Curiosities (Cabinet of Curiosities, Fernsehserie, Episode 7)

### Als Regisseur
- 1993: Partners (Kurzfilm)
- 1995–1996: Homicide (Fernsehserie)
- 1997: Michael Hayes – Für Recht und Gerechtigkeit (Fernsehserie)
- 2002: Odyssey 5 (Fernsehserie, 2 Episoden)
- 2006: Monk (Fernsehserie, Episode 8x20)
- 2011–2014: Sons of Anarchy (Fernsehserie, 11 Episoden)
- 2012 Dr. House (Fernsehserie, 1 Episode, inklusive Gastauftritt)
- 2013–2020: Hawaii Five-0 (Fernsehserie, 15 Episoden)
- 2014: The Strain (Fernsehserie, 3 Episoden)
- 2014–2015: Under the Dome (Fernsehserie, 2 Episoden)
- 2015–2018: The Last Ship (Fernsehserie, 8 Episoden)
- 2012–2017: Longmire (Fernsehserie, 5 Episoden)
- 2018: Mr. Mercedes (Fernsehserie, Episode 2x05)
- 2018–2019: MacGyver (Fernsehserie, 2 Episoden)
- 2018–2021: Magnum P.I. (Fernsehserie, 5 Episoden)

## Videospiel
- 2023: RoboCop: Rogue City (RoboCop-Stimme)

## Auszeichnungen (Auswahl)
- 1988 wurde er für die Rolle des Robocop für den Saturn Award nominiert.
- 1994 erhielt Weller gemeinsam mit Jana Sue Memel eine Nominierung für den Oscar in der Kategorie „Bester Kurzfilm“ für und mit dem Film Partners.